# Publi Corneli Ceteg (pretor 184 aC)
Publi Corneli Ceteg (llatí: Publius Cornelius Cethegus) va ser un magistrat romà.
El càrrec més alt que va exercir va ser el de pretor, l'any 184 aC, en què va succeir a Publi Corneli Ceteg, que probablement era el seu cosí.